# Cinema Condes
O Cinema Condes foi um edifício situado na Avenida da Liberdade, em Lisboa, Portugal. Anteriormente no seu lugar existia o antigo Teatro da Rua dos Condes, tendo sido adquirido em 1915 pela distribuidora Castello Lopes e convertido exclusivamente numa sala de cinema. Encerrou em 1997, tendo sido convertido em 2003 no atual Hard Rock Café de Lisboa.

## História

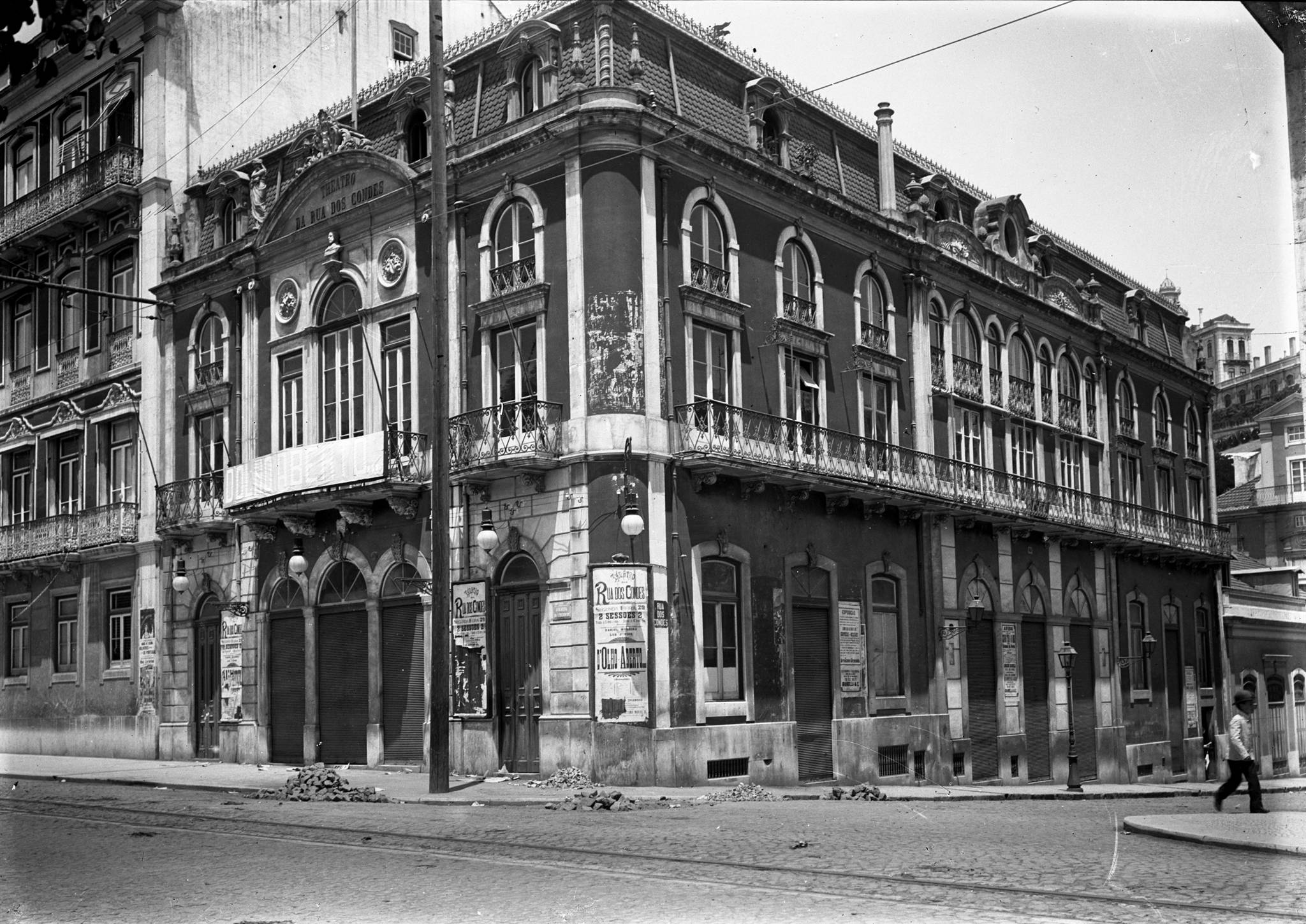
Teatro da Rua dos Condes (1888-1915)

Localizado em plena Avenida da Liberdade, em Lisboa, o Teatro Novo da Rua dos Condes, comummente conhecido como Teatro da Rua dos Condes,  era propriedade do comerciante e proprietário dos Armazéns Grandella, Francisco de Almeida Grandella, e da autoria do arquiteto António José Dias da Silva, tendo funcionado como sala de teatro até 1915, ano em que foi comprado pela firma portuguesa Castello Lopes.
Apesar de ter sido realizada uma remodelação de todo o seu espaço para a exibição de filmes em 1919, em 1951 o edifício foi demolido sendo erigido um novo edifício com base num projeto do arquiteto Raul Tojal, cuja estrutura ainda hoje está presente no lado nascente do início da Avenida da Liberdade.
Com lotação máxima de novecentos e sete espetadores, uma fachada moderna com um baixo-relevo da autoria de Aristides Vaz, decorações de José Espinho e pinturas de Fernando Santos, a sua reinauguração decorreu a 30 de outubro de 1952 com a estreia do filme "Encontro com o Destino" (The Return of October), que contava com Glenn Ford e Terry Moore nos papéis principais, tornando-se nos anos seguintes no local de estreia de grandes produções cinematográficas, como "Paraíso Infernal" (Only Angels Have Wings) de Howard Hawks, "Narciso Aviador" de Ayres de Aguiar, "A Promessa" de António de Macedo ou ainda "A Comédia de Deus" de João César Monteiro, concertos, festivais e outros eventos, tais como Rock Rendez-Vous, em território nacional.
Posteriormente em 1967, devido à produção de filmes em 70 milímetros, sobretudo pela produtora e distribuidora Metro-Goldwyn-Mayer, novas obras foram realizadas na sala de espetáculos, sendo ampliada a tela de projeção. Contudo, uma semana após terem terminado as obras, um incêndio consumiu a zona da plateia sem fazer vítimas, tendo o espaço ficado fechado novamente para obras durante trinta e oito dias.
Não conseguindo fazer face à concorrência gerada pelos novos cinemas instalados em centros comerciais, o Cinema Condes encerrou as portas em 1997.

## Galeria

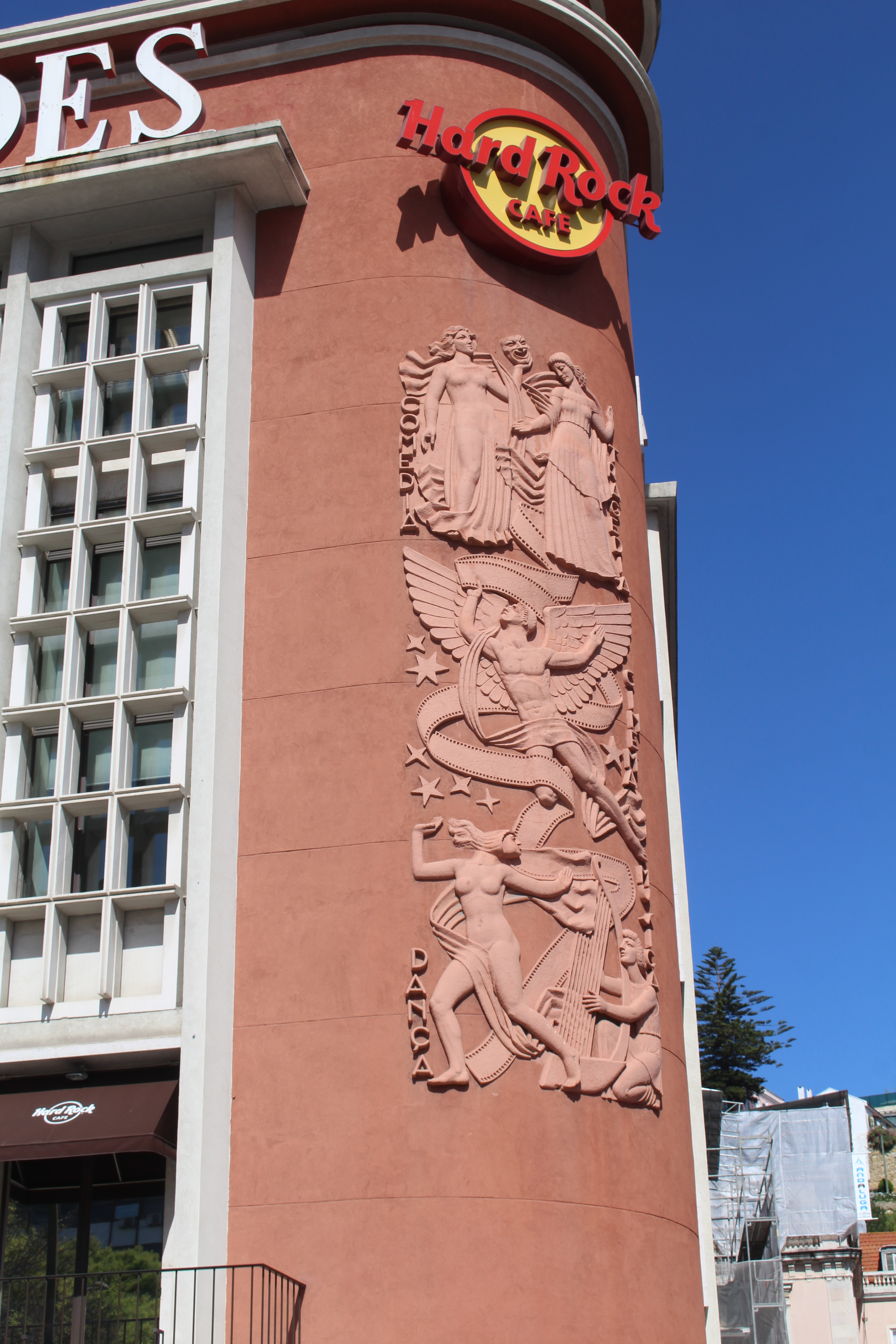
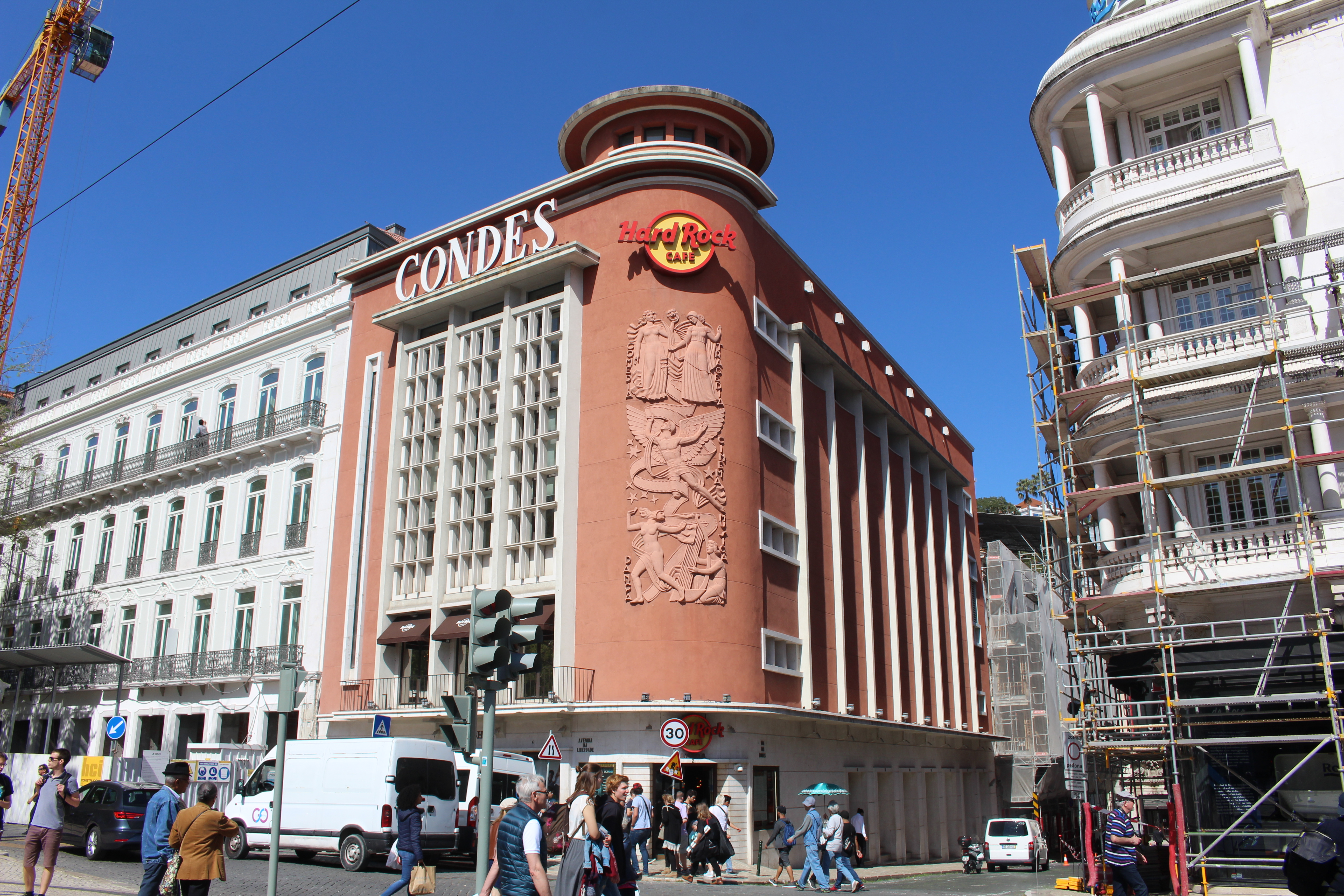
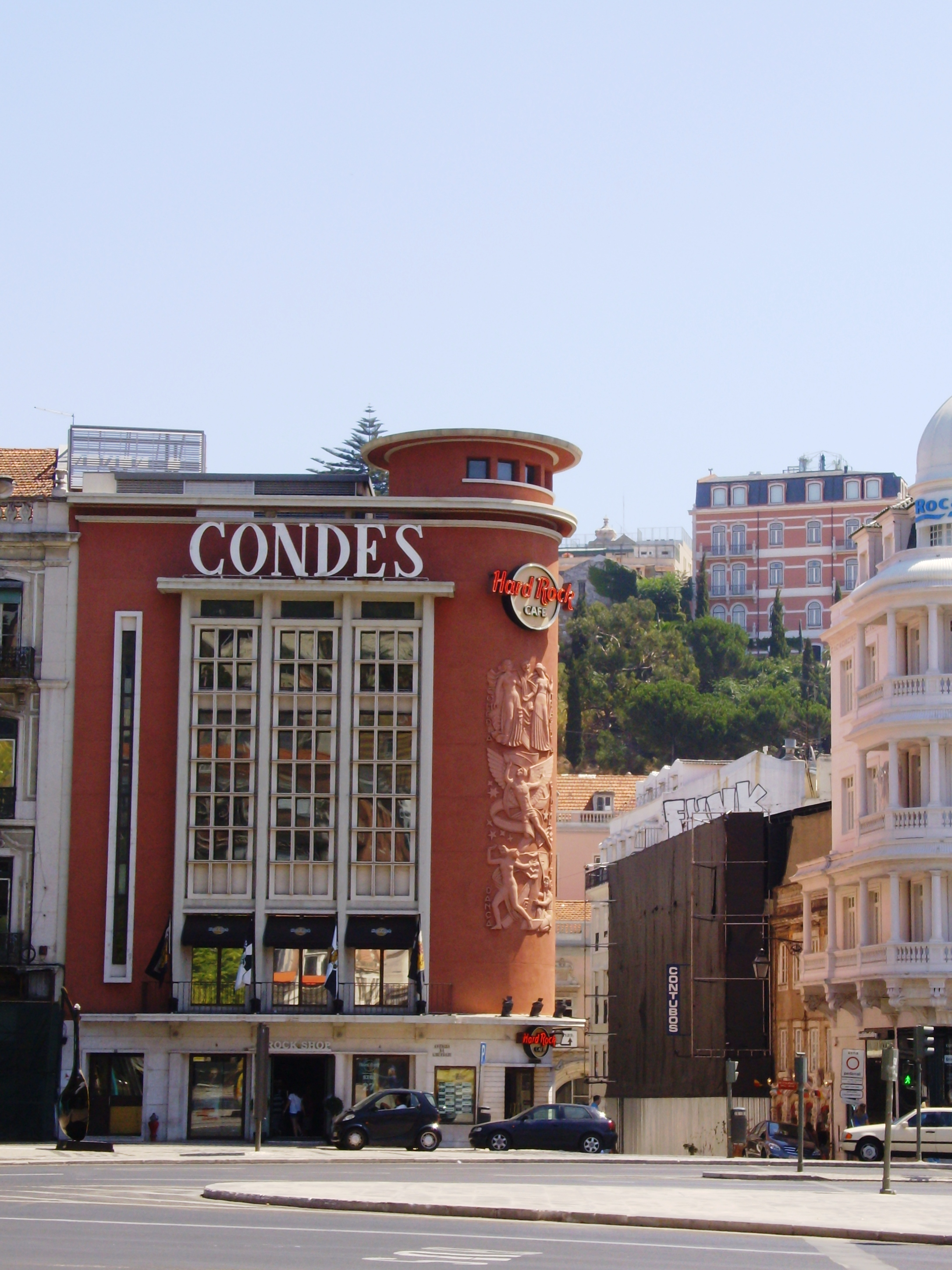
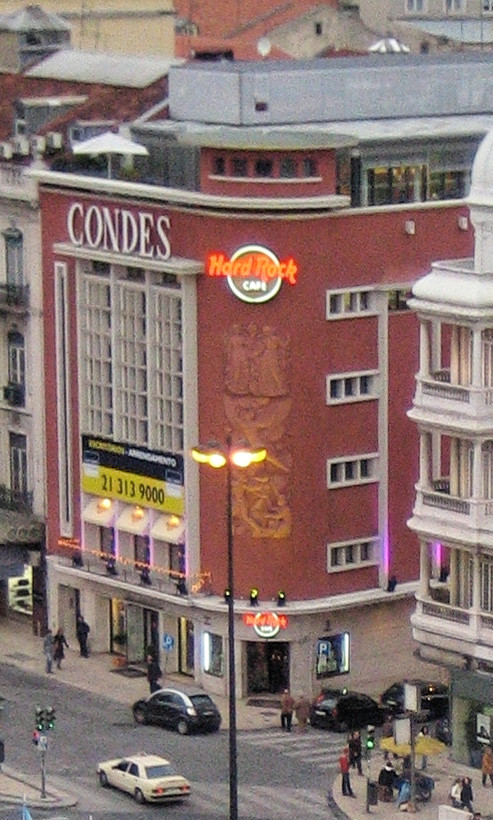
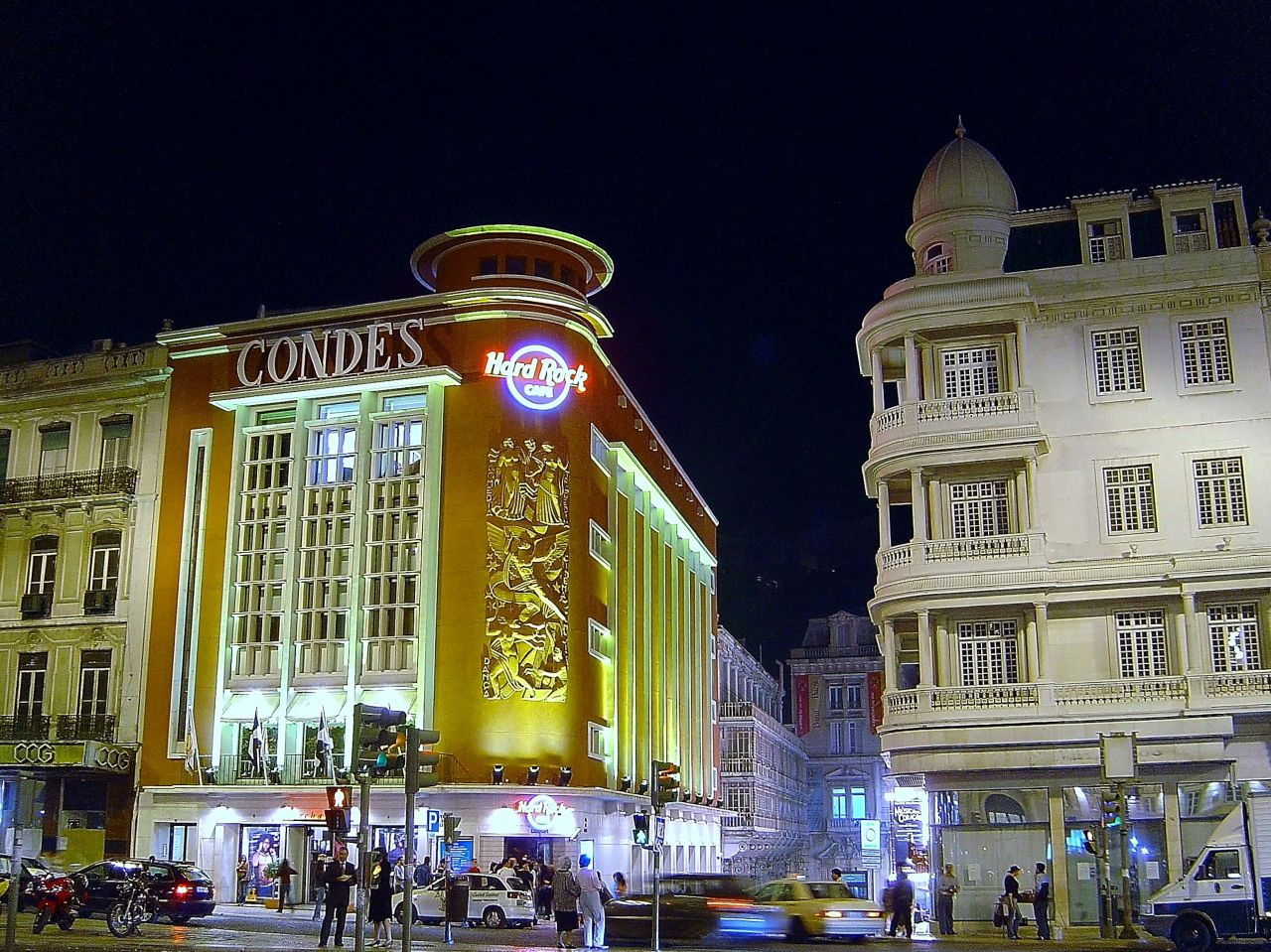
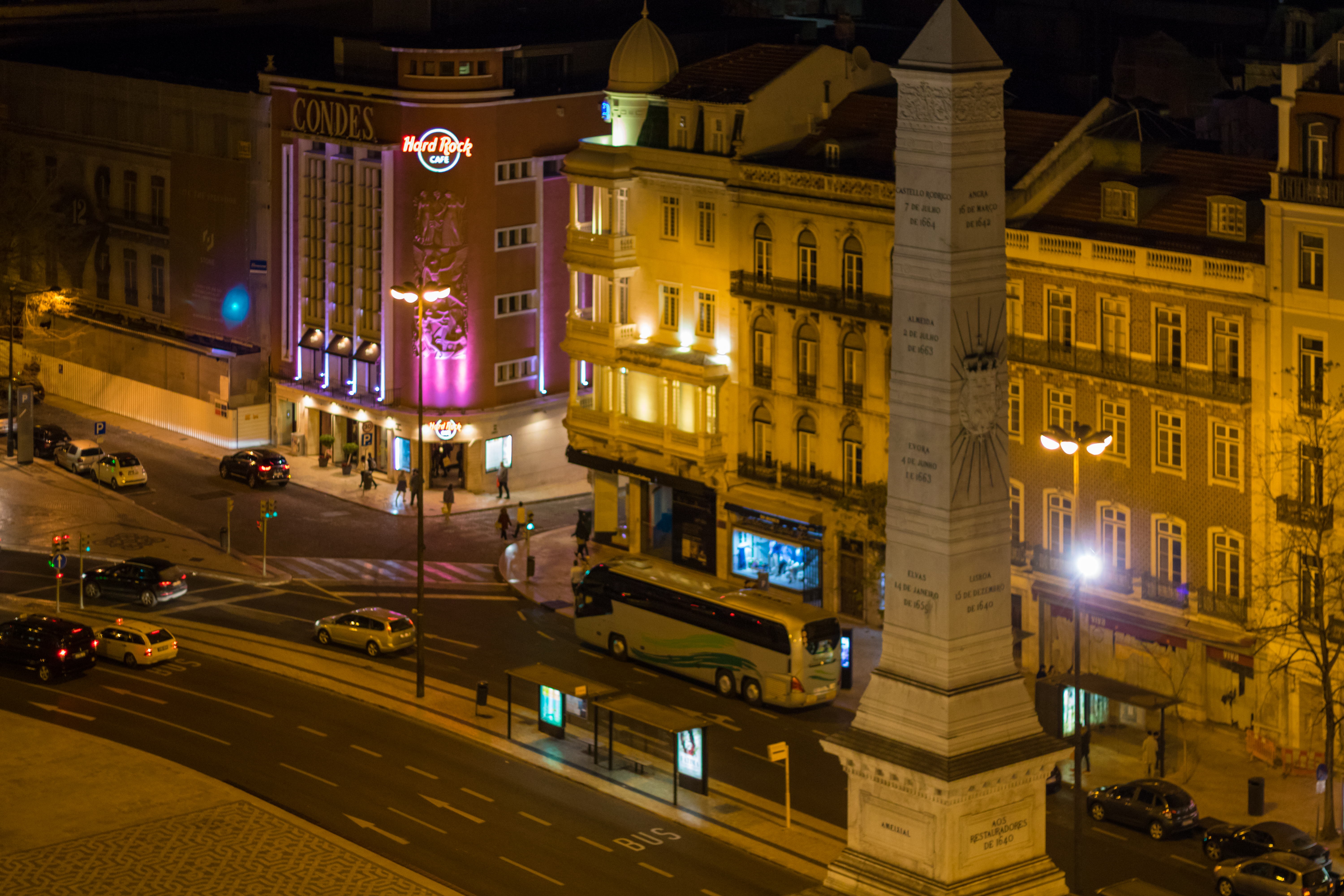